# توگیتسو، ناگاساکی
توگیتسو، ناگاساکی (به لاتین: Togitsu, Nagasaki) یک منطقهٔ مسکونی در ژاپن است که در استان ناگاساکی واقع شده‌است. توگیتسو ۳۰٬۰۲۳ نفر جمعیت دارد.